# 18e cérémonie des Chicago Film Critics Association Awards
La 18e cérémonie des Chicago Film Critics Association Awards, décernés par la Chicago Film Critics Association, a eu lieu le 9 janvier 2006, et a récompensé les films réalisés en 2005.

## Palmarès

### Meilleur film
- Collision (Crash)
  - A History of Violence

### Meilleur réalisateur
- David Cronenberg pour A History of Violence

### Meilleur acteur
- Philip Seymour Hoffman pour le rôle de Truman Capote dans Truman Capote (Capote)

### Meilleure actrice
- Joan Allen pour le rôle de Terry Wolfmeyer dans Les Bienfaits de la colère (The Upside of Anger)

### Meilleur acteur dans un second rôle
- Mickey Rourke pour le rôle de Marv dans Sin City

### Meilleure actrice dans un second rôle
- Maria Bello pour le rôle d'Edie Stall dans A History of Violence
- Scarlett Johansson pour le rôle Nola Rice, la fiancée de Tom dans Match Point

### Actrice la plus prometteuse
- Miranda July pour le rôle de Christine Jesperson dans Moi, toi et tous les autres (Me and You and Everyone We Know)
  - Georgie Henley pour le rôle de Lucy Pevensie dans Le Monde de Narnia : Le Lion, la Sorcière blanche et l'Armoire magique (The Chronicles of Narnia: The Lion, the Witch and the Wardrobe)

### Réalisateur le plus prometteur
- Bennett Miller – Truman Capote (Capote)
- James McTeigue – V pour Vendetta

### Meilleur scénario
- Collision (Crash) – Paul Haggis et Robert Moresco
- A History of Violence – Josh Olson

### Meilleure photographie
- Le Secret de Brokeback Mountain (Brokeback Mountain) – Rodrigo Prieto

### Meilleure musique originale
- Le Secret de Brokeback Mountain (Brokeback Mountain) – Gustavo Santaolalla
- Batman Begins – Hans Zimmer et James Newton Howard

### Meilleur film en langue étrangère
- Caché •  France

### Meilleur documentaire
- Grizzly Man
  - La Marche de l'empereur